# Carlos Delgado Ferreiro
Carlos Delgado Ferreiro (Portugalete, 9 de juliol de 1970), conegut com a Delgado Ferreiro, és un àrbitre de futbol basc de la Primera Divisió espanyola de futbol. Pertany al Comitè d'Àrbitres del País Basc.
Aconseguí l'ascens a la primera divisió la temporada 2006/07. Va debutar a primera divisió el 22 d'octubre de 2006 en el partit Recreativo de Huelva contra el Getafe CF (1-2).

## Premis
- Trofeu Guruceta (1): 2012
- Xiulet d'or de Segona Divisió (1): 2005